# John Murphy Farley
John Murphy Farley (Newtownhamilton, 20 aprile 1842 – Mamaroneck, 17 settembre 1918) è stato un cardinale e arcivescovo cattolico irlandese naturalizzato statunitense.
Fu nominato cardinale della Chiesa cattolica da papa Pio X.

## Biografia
John Murphy Farley nacque il 20 aprile 1842 a Newtownhamilton, contea ed arcidiocesi di Armagh, nell'allora Regno Unito di Gran Bretagna e Irlanda (oggi Regno Unito di Gran Bretagna e Irlanda del Nord); era figlio da Philip Farley e Catherine Murphy. Rimasto orfano di entrambi i genitori all'età di dodici anni, andò a vivere con la famiglia di sua madre a Moyles. Quando suo zio Patrick Murphy emigrò a New York, negli Stati Uniti d'America, il giovane John lo seguì.
Ricevette l'ordinazione sacerdotale l'11 giugno 1870 a Roma, per imposizione delle mani del cardinale sottodecano Costantino Patrizi Naro, segretario della Congregazione della Romana e Universale Inquisizione ed arciprete della Basilica di San Giovanni in Laterano; si incardinò, ventottenne, come presbitero dell'arcidiocesi di New York.

### Ministero episcopale
Il 18 novembre 1895 papa Leone XIII lo nominò, cinquantatreenne, vescovo ausiliare di New York, assegnandogli contestualmente la sede titolare di Zeugma. Ricevette la consacrazione episcopale il 21 dicembre seguente, presso la Cattedrale di San Patrizio a New York, per imposizione delle mani di Michael Augustine Corrigan, arcivescovo metropolita di New York, assistito dai co-consacranti Charles Edward McDonnell, vescovo di Brooklyn, ed Henry Gabriels, vescovo di Ogdensburg. come suo motto episcopale il neo vescovo Farley scelse Non nobis Domine, che tradotto vuol dire "Non a noi, Signore" (Salmo 114, 1).
Il 15 settembre 1902 papa Leone XIII lo promosse, sessantenne, arcivescovo metropolita di New York; succedette a Michael Augustine Corrigan, deceduto il 5 maggio precedente all'età di sessantadue anni. In seguito, ricevette il pallio, simbolo di comunione tra la Santa Sede ed il metropolita.

### Cardinalato
Papa Pio X lo creò cardinale nel concistoro del 27 novembre 1911, all'età di sessantanove anni; tre giorni dopo, il 30 novembre, gli vennero assegnati la berretta ed il titolo cardinalizio di Santa Maria sopra Minerva, vacante dal 3 febbraio 1909, giorno della morte del cardinale italiano Serafino Cretoni, prefetto della Congregazione dei riti.
Dopo la morte di papa Pio X, prese parte al conclave del 1914, che si concluse con l'elezione al soglio pontificio del cardinale Giacomo della Chiesa con il nome di Benedetto XV.
Dopo una malattia durata sei settimane, che lo aveva lasciato per lo più incosciente, morì il 17 settembre 1918 nella sua casa di campagna ad Orienta Point, presso Mamaroneck, all'età di settantasei anni. Al termine dei solenni funerali, la salma venne tumulata nella cripta sotto l'altare maggiore della Cattedrale di San Patrizio a New York.

## Al cinema
Il cardinale Farley appare in alcuni documentari girati dopo la sua nomina ad arcivescovo di New York da alcune case di produzioni attive nei primi anni del muto.

### Filmografia
- Cardinal Farley o Reception to Cardinal Farley, documentario prodotto dalla Powers Picture Plays  (1912)
- Cardinal Farley's Home Coming, documentario prodotto dalla Champion Film Company (1912)
- Cardinal Farley's Return o The New Prince of the Church, documentario prodotto dalla Nestor Film Company (1912)
- The Golden Jubilee, prodotto dalla Majestic Motion Picture Company (1913)

## Genealogia episcopale e successione apostolica
La genealogia episcopale è:
- Cardinale Scipione Rebiba
- Cardinale Giulio Antonio Santori
- Cardinale Girolamo Bernerio, O.P.
- Arcivescovo Galeazzo Sanvitale
- Cardinale Ludovico Ludovisi
- Cardinale Luigi Caetani
- Cardinale Ulderico Carpegna
- Cardinale Paluzzo Paluzzi Altieri degli Albertoni
- Cardinale Gaspare Carpegna
- Cardinale Fabrizio Paolucci
- Cardinale Francesco Barberini
- Cardinale Annibale Albani
- Cardinale Federico Marcello Lante Montefeltro della Rovere
- Vescovo Charles Walmesley, O.S.B.
- Arcivescovo John Carroll
- Cardinale Jean-Louis Anne Madelain Lefebvre de Cheverus
- Arcivescovo Ambrose Maréchal, P.S.S.
- Vescovo John Dubois, P.S.S.
- Arcivescovo John Joseph Hughes
- Cardinale John McCloskey
- Arcivescovo Michael Augustine Corrigan
- Cardinale John Murphy Farley

La successione apostolica è:
- Vescovo Charles Henry Colton (1903)
- Vescovo Thomas Francis Cusack (1904)
- Arcivescovo Thomas Francis Hickey (1905)
- Vescovo John Joseph Collins, S.I. (1907)
- Vescovo John Grimes (1909)
- Vescovo Joseph Henry Conroy (1912)
- Cardinale Patrick Joseph Hayes (1914)